# Rafael de Zayas Enríquez
Rafael de Zayas Enríquez (Veracruz, 1848-Nueva York, 1932) fue un escritor y periodista mexicano.

## Biografía
Nació en Veracruz el 24 de julio de 1848, hijo de español y cubana. Desterrado su padre, R. de Zayas, por el gobierno de Santa Ana, aquel se dirigió a los Estados Unidos, llevando a su hijo que apenas contaba cinco años de edad. Allí realizó sus primeros estudios, que continuó algunos años más tarde en Veracruz. Su afición a la poesía data de esa época; a los once años de edad fundó y redactó en el Instituto de Veracruz periódicos de estudiantes. A los catorce años de edad fue enviado por sus padres a Europa a seguir sus estudios literarios. Fijó su residencia en Alemania y luego viajó por las principales ciudades del continente. En 1867 volvió a Nueva York a reunirse con su padre, desterrado por Maximiliano. Allí contrajo estrecha amistrad con el poeta Juan Clemente Zenea. Después de visitar Canadá y buena parte de los Estados Unidos volvió a México, donde terminó sus estudios de jurisprudencia en 1871. En 1872 marchó a Lima, donde figuró como redactor en jefe del Journal du Perou y en El Pueblo, que muy pronto abandonó por no estar de acuerdo con la línea editorial marcada por sus directores. En 1873 publicó en Lima un libro de poesías con el título Tropicales, ensayos poéticos.Fallecido en Nueva York el 9 de junio de 1932, fue padre de Marius de Zayas.